# Distinguished Flying Cross (Royaume-Uni)
Pour les articles homonymes, voir Distinguished Flying Cross (États-Unis) et DFC.
La Distinguished Flying Cross, ou DFC, est une décoration militaire britannique créée en 1918 et attribuée « pour un ou des actes de vaillance, de courage ou de dévouement accomplis en vol, au cours d'opérations actives contre l'ennemi ». Troisième décoration militaire britannique la plus élevée après la Victoria Cross et la Conspicuous Gallantry Cross, elle était originellement réservée aux officiers de la Royal Air Force mais s'ouvrit par la suite à d'autres grades, d'autres armes et d'autres pays.

## Histoire
La Distinguished Flying Cross est créée le 3 juin 1918, peu de temps après la constitution de la Royal Air Force, afin de récompenser les officiers et sous-officiers supérieurs (Officers et Warrant Officers) pour leurs faits d'armes aériens. Pendant la Seconde Guerre mondiale, elle devient accessible aux officiers de la Royal Artillery détachés à la RAF en tant qu'observateurs-mitrailleurs. Par la suite, la DFC s'ouvre aux officiers d'aviation de la British Army et de la Royal Navy, aux militaires du Commonwealth et aux hommes des armées alliées. Depuis 1993 et la disparition de la Distinguished Flying Medal qui récompensait les sous-officiers, ces derniers ont également accès à la Distinguished Flying Cross.

## Description
La Distinguished Flying Cross est une croix florencée en argent, décorée d'une paire d'ailes et des lettres RAF surmontées de la couronne impériale britannique. Elle est suspendue à un ruban blanc décoré de bandes violettes horizontales à la création mais diagonales depuis 1919. Le dessin original de la décoration est une création d'Edward Carter Preston. Depuis la Seconde Guerre mondiale, le revers de la croix est gravé avec l'année d'obtention et le nom du récipiendaire. Lorsqu'un aviateur reçoit la DFC une seconde et une troisième fois, le ruban est décoré d'une ou deux agrafes dites « bars ». Lorsque la décoration est portée en barrette, les bars sont figurées par un ou deux boutons de rose en métal.
| Distinguished Flying Cross ruban & bars | Distinguished Flying Cross ruban & bars | Distinguished Flying Cross ruban & bars | Distinguished Flying Cross ruban & bars |
|                                         | DFC                                     | DFC and Bar                             | DFC and Two Bars                        |
| --------------------------------------- | --------------------------------------- | --------------------------------------- | --------------------------------------- |
| 1918–1919                               |                                         |                                         |                                         |
| depuis 1919                             |                                         |                                         |                                         |

## Attribution
À sa création, la Distinguished Flying Cross est destinée à être attribuée « pour un ou des actes de vaillance, de courage ou de dévouement accomplis en vol, au cours d'opérations actives contre l'ennemi ». Pendant la Seconde Guerre mondiale, un critère commun d'obtention de la DFC était la destruction en vol de cinq avions ennemis, ou faits d'armes équivalents.
La Première Guerre mondiale a vu environ 1 100 récompenses décernées, dont 70 bars et 3 two-bars. Pendant la Seconde Guerre mondiale, ce sont 20 354 aviateurs qui ont reçu la décoration, dont 1 550 bars et 45 two-bars. Au total, depuis sa création, ce sont environ 23 000 Distinguished Flying Cross qui ont été attribuées, dont 1 640 bars et 50 two-bars. 964 aviateurs n'appartenant pas aux nations du Commonwealth ont reçu la croix, notamment les aviateurs français, polonais, tchèques et d'autres nationalités ayant combattu aux côtés de la RAF durant la Seconde Guerre mondiale.
La dernière personne à recevoir une DFC and bar est le Wing Commander Philip Jeremy Robinson de la Royal Air Force, récompensé une première fois en Afghanistan en 2002 puis une seconde en Irak en 2003. En 2008, le lieutenant Michelle Goodman devient la première femme à être récompensée de la Distinguished Flying Cross. Les récipiendaires de la décoration sont autorisés à faire figurer le sigle DFC devant leur nom.

### Récipiendaires notables
- Le roi Albert Ier de Belgique, qui, à de nombreuses reprises pendant la Première Guerre mondiale, a été transporté dans un avion britannique pour reconnaître les positions ennemies[4].
- Harry Cobby, as de l'aviation de l'Australian Flying Corps qui est le premier pilote de la Première Guerre mondiale à recevoir la DFC et deux agrafes[5].